# Eleições municipais de Três Lagoas em 2012
As eleições municipais da cidade brasileira de Três Lagoas ocorreram em 7 de outubro de 2012 para eleger um prefeito, um vice-prefeito e 17 vereadores para a administração da cidade. A prefeita titular era Márcia Moura, do PMDB, que concorreu à reeleição.
As convenções partidárias para a escolha dos candidatos ocorreram entre 10 a 30 de junho. A propaganda eleitoral gratuita em Três Lagoas começou a ser exibida em 21 de agosto e terminou em 4 de outubro.

## Candidatos
| Nº | Candidato        | Partido | Vice-candidato           | Coligação |
| -- | ---------------- | ------- | ------------------------ | --- |
| 55 | Angelo Guerreiro | PSD     | Joãozinho (PT)           | Três Lagoas de Todos Partido Social Democrático (PSD) Partido dos Trabalhadores (PT) Partido Progressista (PP) Partido Socialista Brasileiro (PSB) Partido Verde (PV) |
| 44 | Dr. Tidico       | PRP     | Zezinho, o Pequeno (PRP) | Partido não coligado Partido Republicano Progressista (PRP) |
| 15 | Márcia Moura     | PMDB    | Luiz Akira (DEM)         | Unidos por Três Lagoas Partido do Movimento Democrático Brasileiro (PMDB) Democratas (DEM) Partido da Social Democracia Brasileira (PSDB) Partido Republicano Brasileiro (PRB) Partido Democrático Trabalhista (PDT) Partido Trabalhista Brasileiro (PTB) Partido Social Liberal (PSL) Partido Trabalhista Nacional (PTN) Partido Social Cristão (PSC) Partido da República (PR) Partido Popular Socialista (PPS) Partido Social Democrata Cristão (PSDC) Partido Renovador Trabalhista Brasileiro Partido Humanista da Solidariedade (PHS) Partido da Mobilização Nacional (PMN) Partido Pátria Livre (PPL) Partido Comunista do Brasil (PCdoB) Partido Trabalhista do Brasil (PTdoB) |

## Resultados

### Prefeito
Resultado das eleições para prefeito de Três Lagoas. 100,00% apurado.
| Partido   | Partido | Candidato        | Votos  | Votos (%) |
| --------- | ------- | ---------------- | ------ | --------- |
|           | PMDB    | Márcia Moura     | 28 606 | 53,71%    |
|           | PSD     | Angelo Guerreiro | 24 141 | 45,32%    |
|           | PRP     | Dr. Tidico       | 518    | 0,97%     |
| Totais    | Totais  | Totais           | 53 265 |           |
| Fonte: G1 |         |                  |        |           |

### Vereadores
Os eleitos foram remanejados pelo coeficiente eleitoral destinado a cada coligação. Abaixo a lista com o número de vagas e os candidatos eleitos. O ícone  indica os que foram reeleitos.
| Candidato(a)         | Partido | Coligação              | Votação |      |                        |       |
| -------------------- | ------- | ---------------------- | ------- | ---- | ---------------------- | ----- |
| Candidato(a)         | Partido | Coligação              | Tonhão  | PMDB | Unidos por Três Lagoas | 1.691 |
| Marisa Rocha         | PSB     | Três Lagoas de Todos   | 1.496   |      |                        |       |
| Idevaldo Claudino    | PT      | Três Lagoas de Todos   | 1.428   |      |                        |       |
| Prof. Nilo Cândido   | PDT     | Unidos por Três Lagoas | 1.284   |      |                        |       |
| Vera Helena          | PMDB    | Unidos por Três Lagoas | 1.257   |      |                        |       |
| Gil do Jupiá         | PSB     | Três Lagoas de Todos   | 1.240   |      |                        |       |
| Jorginho do Gás      | PSDB    | Unidos por Três Lagoas | 1.184   |      |                        |       |
| Professor Nuna Viana | PMDB    | Unidos por Três Lagoas | 1.155   |      |                        |       |
| Apóstolo Ivanildo    | PSB     | Três Lagoas de Todos   | 999     |      |                        |       |
| Adão da Apae         | PMDB    | Unidos por Três Lagoas | 983     |      |                        |       |
| Jorge Martinho       | PSD     | Três Lagoas de Todos   | 967     |      |                        |       |
| Marcus Bazé          | DEM     | Unidos por Três Lagoas | 921     |      |                        |       |
| Klebinho             | PPS     | Unidos por Três Lagoas | 907     |      |                        |       |
| Welton Irmão         | PRB     | Unidos por Três Lagoas | 730     |      |                        |       |
| Beto Araújo          | PSD     | Três Lagoas de Todos   | 636     |      |                        |       |
| Sirlene da Saúde     | PRB     | Unidos por Três Lagoas | 627     |      |                        |       |